# Étoutteville
Étoutteville település Franciaországban, Seine-Maritime megyében. Lakosainak száma 837 fő (2022. január 1.). Étoutteville Anvéville, Ectot-lès-Baons, Grémonville, Harcanville, Hautot-Saint-Sulpice, Yvecrique és Les Hauts-de-Caux községekkel határos.

## Népesség
A település népességének változása:
| Lakosok száma | 765  | 794  | 815  | 807  | 814  | 826  | 834  | 833  | 837  |
|               | 2013 | 2015 | 2016 | 2017 | 2018 | 2019 | 2020 | 2021 | 2022 |